# Sân vận động Toyota (Texas)
Sân vận động Toyota (tiếng Anh: Toyota Stadium) là một sân vận động dành riêng cho bóng đá với sức chứa 20.500 chỗ ngồi, được xây dựng và sở hữu bởi thành phố Frisco, Texas, một thành phố ở ngoại ô Dallas. Đội thuê chính của sân là câu lạc bộ bóng đá Major League Soccer FC Dallas. Ngoài ra, sân cũng tổ chức các trận đấu của đội bóng bầu dục trung học của Khu học chánh Frisco. Đây cũng là nơi đặt trụ sở của National Soccer Hall of Fame, được mở cửa vào năm 2018.